# Денщик

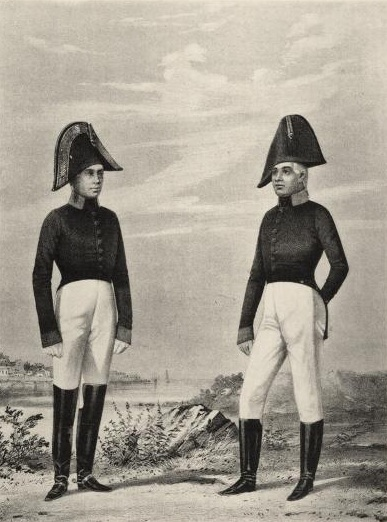
Денщики Гвардії та Армії, 1802—1812.

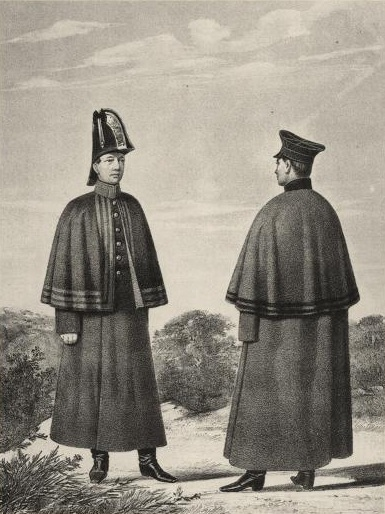
Денщики Гвардії та Армії, 1819—1825.

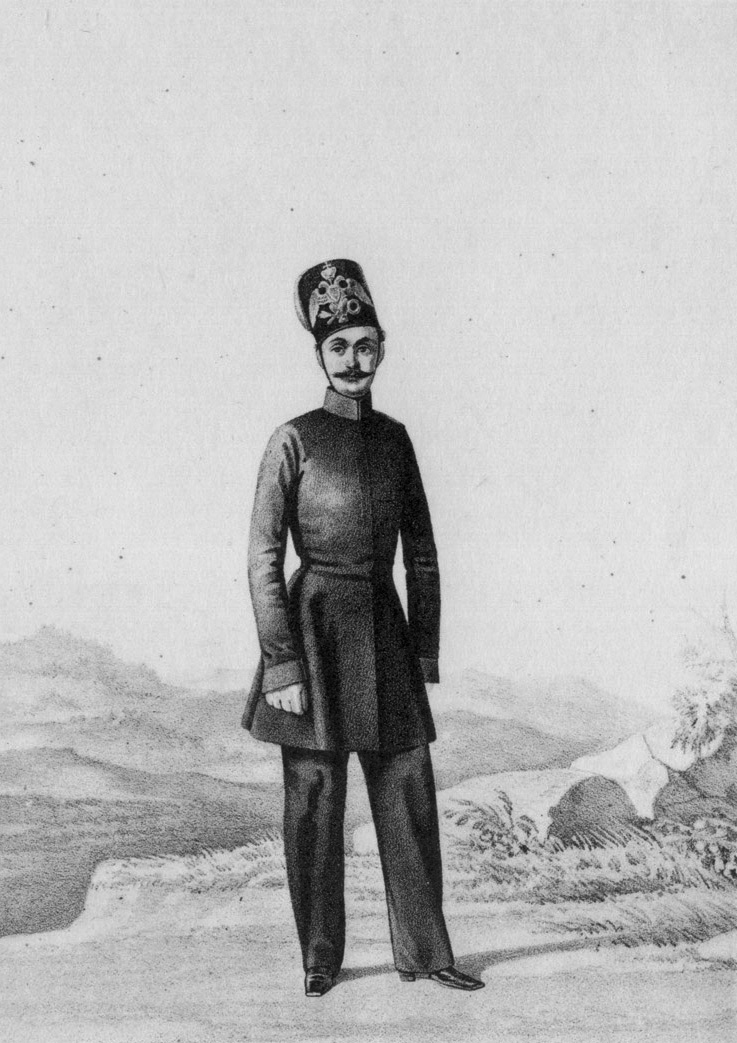
Денщик гвардійських Козачих військ, 1852—1855 років.

Денщик — в армії і флоті Російської імперії до 1917 року солдат, що перебував при офіцері або чиновнику як казенна прислуга.

## Історія
Біля Петра I певний час перебували денщики з дворян і звання їхнє приблизно відповідало флігель-ад'ютантському; але потім денщиками стали називати служителів з менш здібних нижніх чинів, які перебували в постійному (а не тільки денному) служінні при офіцерах і чиновниках. 1713 року визначено кількість денщиків, яких міг мати кожен генерал і офіцер; кількість з плином часу змінювалася, а 1871 року денщиків зовсім виключено зі штатів, до яких на заміну увійшли беззбройні рядові для призначення з-поміж них денщиків. 1881 року назву «денщик» скасовано, і наказано надалі призначати генералам, офіцерам і чиновникам прислугу зі звичайних стройових нижніх чинів. Цій прислузі все забезпечення (грошова оплата, форма та інше) надавалось на однакових підставах з іншими стройовими рядовими.
У Червоній армії денщиків не було. Під час Німецько-радянської війни інститут денщиків частково відновлено під назвою ординарців, але неофіційно функції денщика при вищих офіцерів виконували водії їхніх автомобілів та інші підлеглі.

## В інших країнах
В іноземних арміях офіцерам до другої світової війни також надавалась казенна прислуга. У Німеччині (Ordonnanz) та Австрії (Offiziersburschen) ці нижні чини були зобов'язані з'являтись лише на деякі навчальні заняття, від яких цілком звільнялися тільки ті, що перебували на службі в офіцерів, які мали верхових коней. У Франції інститут ordonnance (ординарців) скасовано після другої світової війни. В Індії старий британський термін orderly після здобуття незалежності замінено на sahayak (помічник). В Італії інститут attendente ліквідовано 1971 року. У Пакистані домашня прислуга вищих офіцерів досі називається англійською batmen. У Великій Британії офіційна назва денщика під час першої світової війни була soldier-servant, а між світовими війнами її змінено в армії на batman, а у флоті — на steward. Впродовж другої світової війни особистий денщик залишився тільки при вищих офіцерах, а інші офіцери мали одного денщика на кілька осіб. У жіночих підрозділах ця посада називалася batwomen. Офіцери елітних британських частин мають денщиків досі.
Зазвичай посада денщика вважалась привілеєм, оскільки солдат, що її посідав, звільнявся від звичайних обов'язків, отримував найкращий пайок та інші заохочення від свого командира. Денщики старших офіцерів незабаром отримували підвищення у званні до капрала чи сержанта.

## Робота денщика
- Передача наказів офіцера підлеглим як вістовий.
- Чистка офіцерської форми і чобіт, турбота про офіцерський багаж.
- Водіння офіцерського автомобіля, зокрема в умовах бойових дій.
- Виконання обов'язків офіцерського охоронця.
- Виконання інших доручень офіцера для економії його часу.

Після закінчення служби денщик міг продовжувати виконувати свої обов'язки при відставному офіцері як домашня прислуга.

## Персоналії
- Меншиков Олександр Данилович